# Scaptodrosophila flavissima
Scaptodrosophila flavissima är en tvåvingeart som först beskrevs av Oswald Duda 1929.  Scaptodrosophila flavissima ingår i släktet Scaptodrosophila och familjen daggflugor. Inga underarter finns listade i Catalogue of Life.